# Techno Innovation Park South Tyrol
Il Techno Innovation Park South Tyrol (TIS) conosciuto anche come TIS innovation park, è stato un centro per l'innovazione, la cooperazione e il trasferimento scientifico-tecnologico in provincia di Bolzano al servizio delle imprese altoatesine. Dal 1º gennaio 2016 è stato oggetto di una riorganizzazione voluta dalla Provincia di Bolzano per rendere più efficiente la fornitura di servizi economici in Alto Adige. La riorganizzazione ha coinvolto anche altre tre società che fornivano servizi alle aziende altoatesine: BLS (Business Location Alto Adige), SMG (Alto Adige Marketing) e EOS (Export Organization South Tyrol). Con il 2016 questi fornitori di servizi per l'economia altoatesina EOS, SMG, TIS e BLS sono diventati IDM Südtirol – Alto Adige, la nuova azienda speciale della Provincia di Bolzano e della Camera di commercio. I servizi del TIS innovation park sono stati offerti e portati avanti, principalmente dal reparto Development di IDM per tre anni. Nel 2017, con l'inaugurazione del NOI Techpark (e poi con la successiva apertura della NOI s.p.a.), la maggior parte dei serivi sono confluiti nel parco scientifico e tecnologico dell'Alto Adige.

## Storia
La storia del TIS ha inizio nel 1998, con la nascita del Centro Incubatore BIC per il supporto e il sostegno di giovani imprese.
Nel 2000 il BIC amplia le proprie attività e offre anche a imprese affermate servizi nel campo del transfer della conoscenza.
Nel 2002 vede la luce il CAN, il cui scopo è il sostegno della cultura della cooperazione in Alto Adige. La sua istituzione vede la creazione di Cluster nei settori legno, IT, nonché edilizia e facility management. Mentre il BIC si impegna per la realizzazione di centri di competenza nei settori energie rinnovabili e comunicazione digitale – e insieme al CAN fonda il centro per il settore relativamente giovane dell'Open Source.
Per congiungere al meglio sotto un comune denominatore nuovi potenziali economici, BIC e CAN sono stati riuniti nel TIS.
Quello che veniva chiamato TIS innovation park fu istituito per legge provinciale nel 2006 a Bolzano. Fino alla fine del 2015 il TIS innovation park era una società consortile per azioni, e i soci erano la Provincia Autonoma di Bolzano (60,28%), il Comune di Bolzano (16,88%) e la Camera di commercio di Bolzano (22,84%).
Il TIS supporta le imprese altoatesine attivandosi con quattro principali servizi:
- la creazione e fondazione d'impresa (con l'Incubatore d'imprese)
- lo sviluppo di prodotto
- il networking tra imprese (con 5 Cluster di imprese)
- il trasferimento tecnologico e di know-how

Collaborava attivamente con altre istituzioni come per esempio la Libera Università di Bolzano, l'Accademia Europea di Bolzano Eurac, il Fraunhofer Italia Research e le imprese presenti sul territorio, in particolare nelle discipline dell'alimentazione, delle tecnologie alpine (legno, edilizia energeticamente efficiente, sport invernali, sicurezza alpina e protezione civile), del wellness, delle tecnologie digitali (ospitando anche il Free Software Center South Tyrol) e della scienza dei materiali cercando di sviluppare prodotti e servizi leader del mercato. Un'attenzione specifica è rivolta a soluzioni tecnologiche di basso impatto ambientale, per esempio nel campo delle energie rinnovabili.
Dal primo gennaio 2016 il TIS innovation park è stato fuso in una nuova "Azienda speciale" con le altre tre società che si dedicano allo sviluppo dell'economia in Alto Adige della Provincia Autonoma di Bolzano (SMG Alto Adige Marketing; EOS per l'export; BLS Business Location Südtirol.

## Organizzazione
Il Techno Innovation Park South Tyrol alla fine della sua esistenza si strutturava in 6 aree principali:
- Tecnologie alpine
  - Cluster Legno & Tecnica
  - Cluster Edilizia
    - punto di informazione normativa UNI-CEI
    - rete di laboratori per l'involucro edilizio En-LAN (in collaborazione con Eurac - Istituto energie rinnovabili e Libera Università di Bolzano - Dip. di Scienze e Tecnologie)
    - Gruppo di Lavoro Facciate degli edifici
    - Gruppo di Lavoro Indoor Environmental Quality
    - Gruppo di Lavoro Coperture Verdi
    - Gruppo di Lavoro Tecnologie Antincendio
    - Gruppo di Lavoro Processi efficienti in edilizia
    - Gruppo di Lavoro Sostenibilità nell'edilizia pubblica
    - Gruppo di Lavoro Soluzioni edilizie per Ambient Assisted Living

  - Cluster sports & winterTECH
  - Cluster Protezione Civile & Sicurezza Alpina
- Alimentari & benessere
  - Cluster Alimentaris
  - Cluster Alpine Wellbeing
- Energia & Ambiente
- Free Software & Open Technologies
- Sviluppo Prodotto & Nuove Tecnologie
  - ricerche di materiali (anche con l'ausilio della galleria dei materiali)
  - simulazioni al computer
  - prototipazione rapida
- Incubatore d'imprese
  - Centro per le imprese tecnologiche